# شافت بروير جونيور
شافت بروير جونيور (بالإنجليزية: Shaft Brewer Jr.)‏ هو لاعب كرة قدم أمريكي في مركزي الهجوم والدفاع، ولد في 28 أكتوبر 1999 في ساكرامنتو في الولايات المتحدة. لعب مع فينيكس راسينغ.

## وصلات خارجية
- شافت بروير جونيور على موقع الدوري الأمريكي (الإنجليزية)
- شافت بروير جونيور على موقع قاعدة بيانات كرة القدم.إي يو (الإنجليزية)
- شافت بروير جونيور على موقع Soccerway.com (الإنجليزية)